# Simulium incrustatum
Simulium incrustatum är en tvåvingeart som beskrevs av Lutz 1910. Simulium incrustatum ingår i släktet Simulium och familjen knott. Inga underarter finns listade i Catalogue of Life.